# Município de Green (condado de Ashland, Ohio)
Localização do Ohio nos E.U.A.
O município de Green (em inglês: Green Township) é um município localizado no condado de Ashland no estado estadounidense de Ohio. No ano de 2010 tinha uma população de 3 951 habitantes e uma densidade populacional de 40,54 pessoas por km².

## Geografia
O município de Green encontra-se localizado nas coordenadas 40° 41′ 27″ N, 82° 16′ 26″ O. Segundo a Departamento do Censo dos Estados Unidos, o município tem uma superfície total de 97.45 km², da qual 96,47 km² correspondem a terra firme e (1 %) 0.98 km² é água.

## Demografia
Segundo o censo de 2010, tinha 3 951 pessoas residindo no município de Green. A densidade populacional era de 40,54 hab./km².